# Бювалда, Нико
Николас Рейндерт Яуэрс (Нико) Бювалда (нидерл. Nicolaas Reindert Jouwers "Nico" Buwalda; 25 июня 1890, Весп, Северная Голландия — 13 июня 1970, Бюссюм, Нидерланды) — нидерландский футболист, выступавший на позициях нападающего и левого вингера. Играл за команды «Рапидитас» (Весп), «Аякс» (Амстердам) и «Геркюлес» (Утрехт).
В составе национальной сборной Нидерландов в 1914 году провёл два товарищеских матча.

## Детство и ранние годы
Нико родился 25 июня 1890 года в семье Рейндерта Бювалды и Тёнтье Схрейвер. Он стал третьим ребёнком в семье; у него было две старшие сестры Трейнтье и Нелтье, а также младшие — брат Геррит, и сёстры Мария и Корнелия. Детство Нико прошло в его родном городе Веспе. Дальние предки Бювалды были родом из небольшой деревни Пингьюм, расположенной на севере Нидерландов в провинции Фрисланд.

## Карьера

### Клубная
Футбольную карьеру Бювалда начал в своём родном городе в команде «Рапидитас Весп». В апреле 1911 года Нико сыграл за сборную команду под названием «Де Треквогелс» (нидерл. De Trekvogels).
В апреле 1913 года 22-летний Нико стал игроком амстердамского «Аякса». Неофициальный дебют нападающего состоялся 13 апреля в товарищеской игре со сборной Нидерландов, собранной в основном из военнослужащих. «Аякс» уступил со счётом 1:5; единственный гол амстердамцев был на счету Яна Гротмейера.
Сезон 1913/14 начался для Нико и его команды с товарищеского матча с английским клубом «Танбридж Уэллс», в котором «Аякс» потерпел поражение 1:3. В команде Джека Кируэна Бювалда играл на позиции левого крайнего нападающего; в дебютном сезоне он провёл 18 игр в чемпионате и две в плей-офф. По итогам сезона «Аякс» занял последнее место, а в матче за прописку в первом классе амстердамцы уступили со счётом 0:1 команде из Утрехта «Геркюлес».
После столь неудачного сезона Нико вскоре решил перейти именно в «Геркюлес». Его дебют в команде из Утрехта состоялся 4 октября 1914 года в матче с ВОК, завершившимся победой «Геркюлеса» 2:1.
В составе клуба нападающий провёл несколько сезонов, но затем вернулся в свою бывшую команду «Рапидитас Весп». В 1922 году Бювалда решил вновь попробовать свои силы в «Аяксе»; в сезоне 1922/23 32-летней игрок провёл за клуб в чемпионате только 8 матчей. Свою последнюю игру за амстердамцев он провёл 29 января 1923 года, а затем вновь выступал за «Рапидитас Весп», где отыграл ещё несколько лет.

### Сборная Нидерландов
Бювалда стал вторым игроком в истории «Аякса», после Герарда Фортгенса, вызванным в ряды национальной сборной Нидерландов. 5 апреля 1914 года, незадолго до начала Первой мировой войны, Нико дебютировал за свою сборную в товарищеском матче с Германией; матч завершился результативной ничьей 4:4.
Второй матч за сборную, он же стал и последним, Бювалда провёл 26 апреля против сборной Бельгии; на стадионе «Ауде» в Амстердаме подопечные Билли Хантера одержали победу над бельгийцами со счётом 4:2.

## Личная жизнь
В 1930 году Нико женился на Энни Мос. Проживал в городе Бюссюм. В свободное от футбола время Бювалда работал обычным маклером.

## Статистика

### Матчи Бювалды за сборную Нидерландов
| Матчи Бювалды за сборную Нидерландов | Матчи Бювалды за сборную Нидерландов | Матчи Бювалды за сборную Нидерландов | Матчи Бювалды за сборную Нидерландов | Матчи Бювалды за сборную Нидерландов | Матчи Бювалды за сборную Нидерландов |
| ------------------------------------ | ------------------------------------ | ------------------------------------ | ------------------------------------ | ------------------------------------ | ------------------------------------ |
| №                                    | Дата                                 | Соперник                             | Счёт                                 | Голы Бювалды                         | Соревнование                         |
| 1                                    | 5 апреля 1914                        | Германия                             | 4:4                                  | —                                    | Товарищеский матч                    |
| 2                                    | 26 апреля 1914                       | Бельгия                              | 4:2                                  | —                                    | Кубок Rotterdamsch Nieuwsblad 1914   |

Итого: 2 матча / 0 голов; 1 победа, 1 ничья, 0 поражений.